# フランツ・シュレーカー
フランツ・シュレーカー（Franz Schreker, 1878年3月23日 モナコ – 1934年3月21日 ベルリン）は、オーストリアの作曲家・指揮者。
もっぱらオペラの作曲家であり、「拡張された調性」という手法や綜合芸術という概念を20世紀音楽の表現法に持ち込んで、美学的な多様性（ロマン主義、自然主義、象徴主義、印象主義、表現主義、新即物主義）や音色の実験が特徴的な作風を繰り広げた。

## 略歴
ボヘミア出身のユダヤ人の宮廷写真家イグナツ・シュレッカー（Ignaz Schrecker）と、シュタイアーマルク州出身のカトリック信者の貴族であったエレオノーレ・フォン・クロスマン（Eleonore von Clossmann）との長男として生まれ、ヨーロッパ中を転々とした後、父親の死後1888年にリンツからウィーンに移った。
1892年に奨学金を得てウィーン音楽院に進学し、ジギスムント・バハリヒとアルノルト・ロゼーに師事してヴァイオリンの学習を始めるも、ロベルト・フックスの作曲科に移籍し、ついには1900年に卒業して作曲家として独り立ちを果たす。
最初の成功作は、弦楽合奏のための《間奏曲（Intermezzo）》作品8であり、これは1901年に新音楽新聞（Neue musikalische Press）から賞金を授与されている。また、早くも1895年には、デープリング楽友協会（Verein der Musikfreunde Döbling）を創立して指揮者として活動を始めていた。1907年にはフィルハーモニー合唱団を結成して1920年までその指揮に当たり、アレクサンダー・ツェムリンスキーの《詩篇第23番》や、アルノルト・シェーンベルクの《グレの歌》と《地には平和（Friede auf Erden）》を初演している。
音楽院を卒業後の数年間は、さまざまな仕事をして糊口をしのぐ日々であったが、舞踏家のグレーテ・ヴィーゼンタールとその妹エルザの依嘱により、1908年のクンストシャウ（Kunstschau）の杮落としのために、パントマイム《皇女の誕生日（Der Geburtstag der Infantin）》を作曲し、芸術的な成長がやっと注目を集めた。この野心作があたったため、シュレーカーはヴィーゼンタール姉妹のために舞踊音楽をさらに手懸け、《風（Der Wind ）》や《ゆるやかなワルツ（Valse lente ）》、舞踊劇《ロココ（Ein Tanzspiel (Rokoko) 》などを作曲した。
1912年にフランクフルトにおいて、1903年からとりくんできた歌劇《はるかなる響き（Der ferne Klang）》が初演を迎えると、シュレーカーの名声は確かなものとなり、同年ウィーン音楽院の教授に任命された。この突破口は、その後10年間の成功の始まりを告げるものであった。ただし、1913年3月15日にフランクフルトとウィーンで同時に初演され（後に1幕の「神秘劇」として改作されて1915年に単に《おもちゃ（Das Spielwerk ）》と改題され）た歌劇《おもちゃと姫君（Das Spielwerk und die Prinzessin ）》は、大して歓迎されなかったが、ウィーンでは騒動を引き起こし、シュレーカーの名をさらに広めるのには辛うじて役立った。
第1次世界大戦の勃発によってシュレーカーの成功は中断されたが、歌劇《烙印を押された人々》が、1918年4月25日にフランクフルトで初演されると、シュレーカーは当時の最先端を行くオペラ作曲家に押し出された。やはりフランクフルトにおいて1920年1月21日に行われた《宝捜し》の世界初演がシュレーカーの経歴の絶頂となった。この2つのオペラの合間に、ウィーン音楽院の教員のために作曲された《室内交響曲》は、やがてレパートリーに入り、現在もっとも頻繁に演奏されるシュレーカー作品となった。
シュレーカーは1920年3月にベルリン高等音楽学校の校長に任命され、1920年から1932年まで多種多様な学科で多岐にわたる音楽教育を行なった。主要な門弟については別記のとおりである。シュレーカーの名声と影響力は、ワイマール共和国初期の数年間に頂点を迎え、当時はリヒャルト・シュトラウスに次いで最も上演されるオペラ作曲家の一人となった。
1923年にオットー・クレンペラーの指揮でケルンで初演された《狂える炎（Irrelohe ）》が賛否両論に分かれ、1928年にエーリヒ・クライバーの指揮による《歌える悪魔（Der singende Teufel ）》が失敗に終わるとともに、芸術家としての命運も下り坂を迎えた。政界の動向と反ユダヤ主義の蔓延もまた引き金となり、シュレーカーの経歴は終焉に近付きつつあった。《ヘントの鍛冶屋（Der Schmied von Gent ）》（1932年、ベルリン）は右翼のデモによって妨害され、《クリストフォルス（Christophorus ）》のフライブルク初演の予定は、ナチスの圧力によってキャンセルの憂き目を見た。ついに1932年6月には、ベルリン高等音楽学校校長職をも失い、翌年には芸術アカデミー作曲科の教授職も解雇された。1933年12月に脳梗塞を患った後、翌年3月21日に、56歳の誕生日を目前に他界した。

## 作風
シュレーカーは、ウィーン音楽院を卒業すると徐々にブラームスの影響力から離れ、リヒャルト・ワーグナーやリヒャルト・シュトラウス、ディーリアスやドビュッシーなど、多様な影響を折衷して独自の音楽語法を練り上げていった。基本的に調的な作曲家であるが、高度な半音階技法や複調の要素も組み合わされている。ラヴェルはウィーンを訪問した際に、ウニヴェルザール出版社でシュレーカーの《室内交響曲》の出版譜を見つけ、フランスに持ち帰ったといわれている。
また、旋律性よりも多彩な和音の音色や音響を重視する姿勢は、ポスト・セリエル音楽による音響作曲法の台頭した1950年代終盤に、テオドール・アドルノにより再評価された。

## 主要作品一覧

### 劇場作品（歌劇）
- 1901–1902: 1場の歌劇《炎》 Flammen - 1 Akt
- 1912: 3幕の歌劇《はるかなる響き（英語版、ドイツ語版）》（1912年8月18日、フランクフルト初演） Der ferne Klang - Oper in 3 Aufzügen
- 1913: プロローグと2幕の歌劇《おもちゃと姫君》（1913年3月15日、フランクフルトとウィーンにて同時初演） Das Spielwerk und die Prinzessin - 2 Akte, Prolog 
  - 1915: 《玩具》（《おもちゃと姫君》の改作） Das Spielwerk
- 1918: 3幕の歌劇《烙印を押された人々》（1918年4月25日、フランクフルト初演） Die Gezeichneten - Oper in 3 Akten
- 1920: 前奏曲と4幕の歌劇および終曲による《宝捜し（英語版、ドイツ語版）》（1920年、フランクフルト初演） Der Schatzgräber - Oper mit Vorspiel, 4 Akten, Nachspiel
- 1924: 《狂える焔》 Irrelohe
- 1924–1928: 前奏曲、2幕3景の歌劇と終曲による《クリストフォルス、あるいはオペラの幻想》 Christophorus oder Die Vision einer Oper - Vorspiel, 2 Akte (3 Bilder), Nachspiel
- 1927–1928: 《歌う悪魔》 Der singende Teufel
- 1929–1932: 《ヘントの鍛冶屋》 Der Schmied von Gent, UA 29. oktober 1932, Berlin
- 1933-1934: 《メムノン》（未完、前奏曲のみ、草稿のまま） Memnon

### 管弦楽曲
- 1896: 弦楽合奏とハープのための《愛の歌》Liebeslied für Streichorchester und Harfe
- 1899: 《スケルツォ》Scherzo
- 1899: 《交響曲 イ短調》作品1（終楽章は散逸） Symphonie a-moll
- 1900: 弦楽合奏のための《スケルツォ》 Scherzo für Streichorchester
- 1900: 弦楽合奏のための断章《間奏曲》（後に《ロマンティックな組曲》の第3楽章に転用） Intermezzo - Satz für Streichorchester
- 1900: 管弦楽伴奏つき女声合唱曲《詩篇 第116番》作品6  Der 116. Psalm für Frauenchor und Orchester
- 1902: 管弦楽伴奏つき合唱曲《白鳥の唄》作品11  Schwanengesang für Chor und Orchester
- 1902–1903: 大オーケストラとオルガンのための交響的序曲《エッケハルト》作品12  Ekkehard, symphonische Ouvertüre für großes Orchester und Orgel
- 1903: 《ロマンティックな組曲》作品14  Romantische Suite
- 1904: 《幻想的序曲》作品15  Phantastische Ouvertüre
- 1905: オスカー・ワイルド原作の同名の御伽噺による舞踏音楽《皇女の誕生日》（室内オーケストラ版）  Der Geburtstag der Infantin, nach dem gleichnamigen Märchen von Oscar Wilde für Kammerorchester
  - 1923: 管弦楽組曲《皇女の誕生日》 Suite für Orchester
  - 1927: 管弦楽のためのパントマイム《スペインの祭り》 Pantomime Spanisches Fest für Orchester
- 1908: 《祝典円舞曲と円舞曲風間奏曲》 Festwalzer und Walzerintermezzo
- 1908: 《ゆるやかなワルツ》 Valse lente
- 1908–1909: 大オーケストラのための舞踊音楽《ロココ》 Rokoko - Ein Tanzspiel für großes Orchester
- 1909: 小オーケストラのためのパントマイム《風》 Der Wind - Pantomime für kleines Orchester
- 1909: 《夜曲》（楽劇《はるかなる響き》より） Nachtstück aus der Oper Der ferne Klang
- 1909: 《中声のための5つの歌曲》 Fünf Gesänge （管弦楽配置は1920年）
- 1913: 《あるドラマへの前奏曲》（楽劇《烙印を押された人々》より） Vorspiel zu einem Drama (zusammengestellt aus Teilen der Oper Die Gezeichneten)
- 1916: 《室内交響曲》（大編成のための《シンフォニエッタ》としても構想） Kammersymphonie (auch für größere Besetzung als Sinfonietta)
- 1918: 交響的間奏曲（楽劇《宝捜し》より） Symphonisches Zwischenspiel aus der Oper Der Schatzgräber
- 《2つの抒情歌》 Zwei lyrische Gesänge （ウォルト・ホイットマンの原詩による、楽器配置は1929年）
- 1928: 《室内オーケストラのための小組曲》 Kleine Suite für Kammerorchester
- 1929–1930: 《大オーケストラのための4つの小品》 Vier kleine Stücke für großes Orchester
- 1932–1933: メロドラマ《インタペルネスの女》 Das Weib des Intaphernes - Melodram
- 1933: 《あるグランドオペラへの前奏曲》（未完の楽劇《メムノン》より） Vorspiel zu einer großen Oper (aus der unvollendeten Oper Memnon)

### その他
- 初期の合唱曲
- 初期のピアノ曲
- リート（約40点）

## 門弟
- 1912–1914: パウル・ピスク (1893–1990)
- 1912–1915: ヴァルター・グマインドル (1890–1958)
- 1912–1916: ヴィルヘルム・グロース (1894–1939)
- 1912–? ドラガン・プラメナク (1895–1983)
- 1913–1914: イルマリ・ハンニカイネン (1892–1955)
- 1914–1920?: カロル・ラートハウス (1895–1954)
- 1914–1920: エルンスト・カーニッツ (1894–1978)
- 1916–1920: エルンスト・クルシェネク (1900–1991)
- 1917–1919: ヤッシャ・ホーレンシュタイン (1898–1973)
- 1918–1923: アロイス・ハーバ (1893–1973)
- ca. 1919 フェリックス・ペテュレク (1892–1951)
- ca. 1920 ルドルフ・ヴァーグナー＝レゲニー (1903–1969)
- 1923–1927: イグナーツェ・シュトラスフォーゲル (1909–1994)
- 1922–1926: イェジー・フィテルベルク (1903–1951)
- 1922–?: アルフレート・フォン・ベッケラート (1901–1978)
- 1925–1927:  シャルロッテ・シュレージンガー (1909–1976)
- 1926–1930: ヴァルター・カウフマン (1907–1984)
- 1926–1931: グレーテ・フォン・ツィーリッツ (1899–2001)
- 1926–1932: クルト・フィービヒ (1908–1988)
- 1928–1932: ヴラダス・ヤクベナス (1903–1976)

- 入門期間が不明な門人
  - アルトゥール・ロジンスキ (1894–1958)
  - ヘルベルト・ヴィント (1894–1965)
  - マリー・コゴイ (1895–1956)
  - ヨーゼフ・ローゼンシュトック(1895-1985)
  - マックス・ブラント (1896–1980)
  - フーゴー・ヘアマン (1896–1967)
  - ハンス・シュミット＝イッセルシュテット (1900-1973)
  - ズデンカ・ティハリヒ (1900-1979)
  - アルノルト・マリア・ヴァルター (1902–1973)
  - マルク・ローター (1902 -1985)
  - アレクサンダー・エックレーベ (1904-1983)
  - ウワディスワフ・シュピルマン (1911–2000)
  - ベルトルト・ゴルトシュミット
  - シュテファン・ヴォルペ